# Farid Boulaya
Farid Boulaya (Vitrolles, 25 de fevereiro de 1993) é um futebolista profissional Argelino que atua como meia.

## Carreira
Farid Boulaya começou a carreira no Istres.